# 繁桝江里
繁桝 江里（しげます えり、1976年 - ）は、日本の社会心理学者、青山学院大学教授。専攻は、社会心理学・対人コミュニケーション。

## 略歴
1999年早稲田大学第一文学部卒業。2005年東京大学大学院人文社会系研究科博士課程単位取得満期退学。2007年「対人関係におけるネガティブ・フィードバック 関係促進効果と関係阻害効果の比較、および、相互作用的視点による検討」で博士（社会心理学）。山梨学院大学法学部政治行政学科講師、准教授。青山学院大学教育心間科学部心理学科教授。

## 著書
- 『ダメ出しコミュニケーションの社会心理 対人関係におけるネガティブ・フィードバックの効果』誠信書房 2010
- 『ダメ出しの力 職場から友人・知人、夫婦関係まで』中公新書 2014

共著
- 『ネットが変える消費者行動 クチコミの影響力の実証分析』宮田加久子,池田謙一編著  金宰輝,小林哲郎共著 NTT出版 2008

## 参考
- [ISBN　978-4-12-102258-5]